# Karl Virgin
Karl Wilhelm Virgin, född den 5 november 1854 i Falun, död den 20 december 1915 i Stockholm, var en svensk militär.
Virgin blev underlöjtnant vid Dalregementet 1875, vid Göta artilleriregemente 1876, löjtnant där 1880 och kapten där 1892. Han fick transport till Karlskrona artillerikår 1894 och blev major där 1895. Virgin befordrades till överstelöjtnant i det nybildade Kustartilleriet 1901 och blev chef för Kustartilleriets skjutskola 1903. Han var överste och chef för Vaxholms kustartilleriregemente samt kommendant vid Vaxholms fästning 1904–1914. Virgin invaldes som ledamot av Örlogsmannasällskapet 1903. Han blev riddare av Svärdsorden 1895 och kommendör av första klassen av samma orden 1912. Virgin är begravd på Lidingö kyrkogård.